# Élections générales ontariennes de 2007
L'élection générale ontarienne de 2007 est tenue le 10 octobre 2007 afin d'élire les députés de la 39e législature à l'Assemblée législative de l'Ontario (Canada). Il s'agit de la 39e élection générale dans cette province du Canada depuis la confédération de 1867. Le Parti libéral de l'Ontario, dirigé par Dalton McGuinty, fut réélu forme un deuxième mandat gouvernement majoritaire consécutif pour la première fois en 70 ans, contre le Parti progressiste-conservateur de John Tory et le Nouveau Parti démocratique de Howard Hampton.

## Contexte

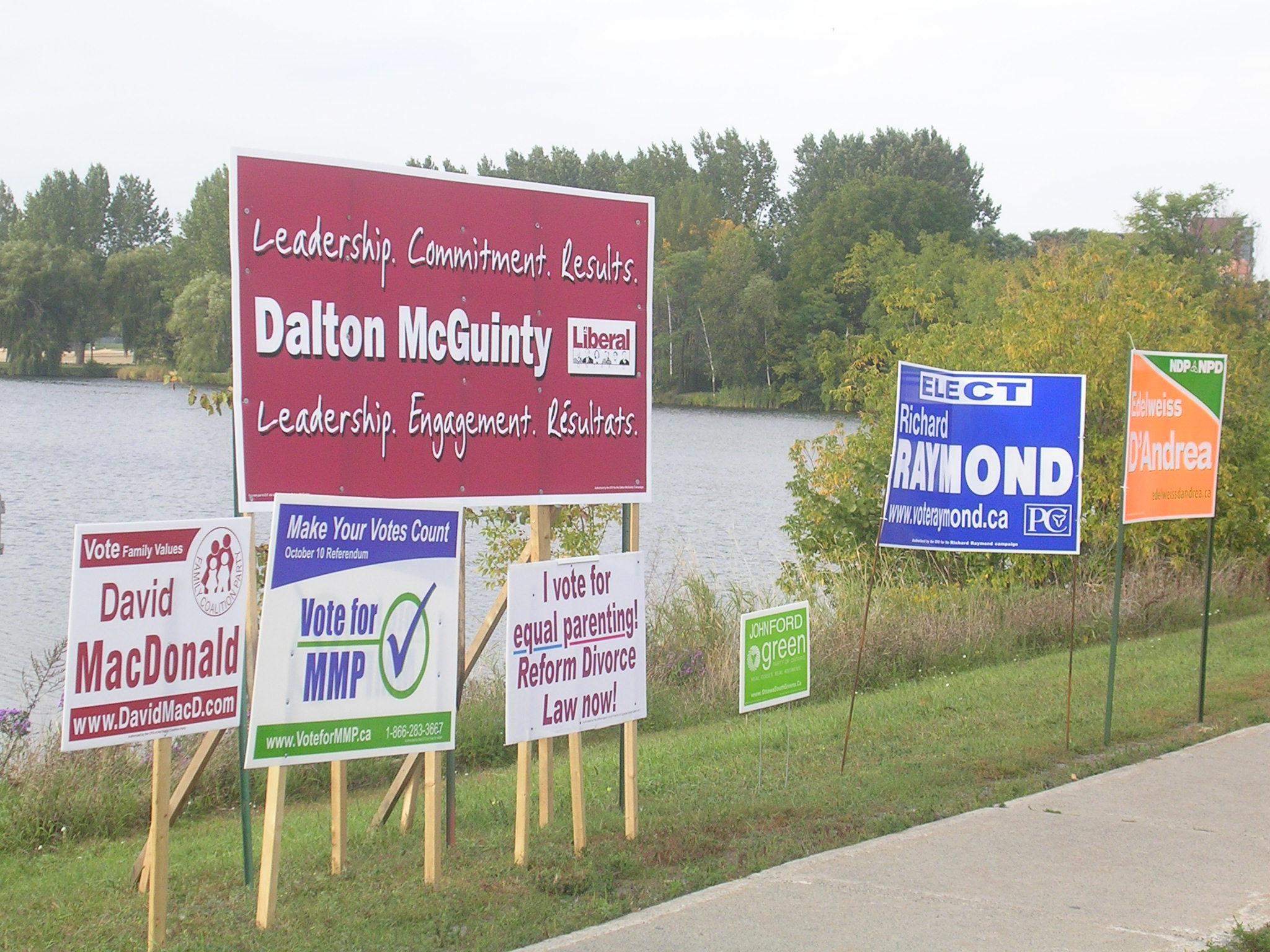
Les pancartes de différents candidats de la circonscription d'Ottawa-Sud

En vertu d'une loi adoptée par l'Assemblée législative en 2004, les élections se déroulent désormais à une date fixe déterminée par une formule qui les place approximativement tous les quatre ans, sauf en cas de défaite du gouvernement lors d'un vote de confiance. Auparavant, le parti au pouvoir disposait d'une flexibilité considérable pour déterminer la date des élections, la seule restriction étant qu'une élection devait être déclenchée au plus tard cinq ans avant le retour des brefs de l'élection précédente.
Un référendum fut tenu conjointement avec l'élection pour consulter la population sur la proposition de l'Assemblée citoyenne de l'Ontario sur la réforme électorale d'instaurer un nouveau système de représentation proportionnelle mixte. Cette proposition fut toutefois rejetée par une majorité de la population. Un référendum semblable s'était déroulée en Colombie-Britannique en même temps que l'élection générale de 2005 dans cette province.

### Par circonscription

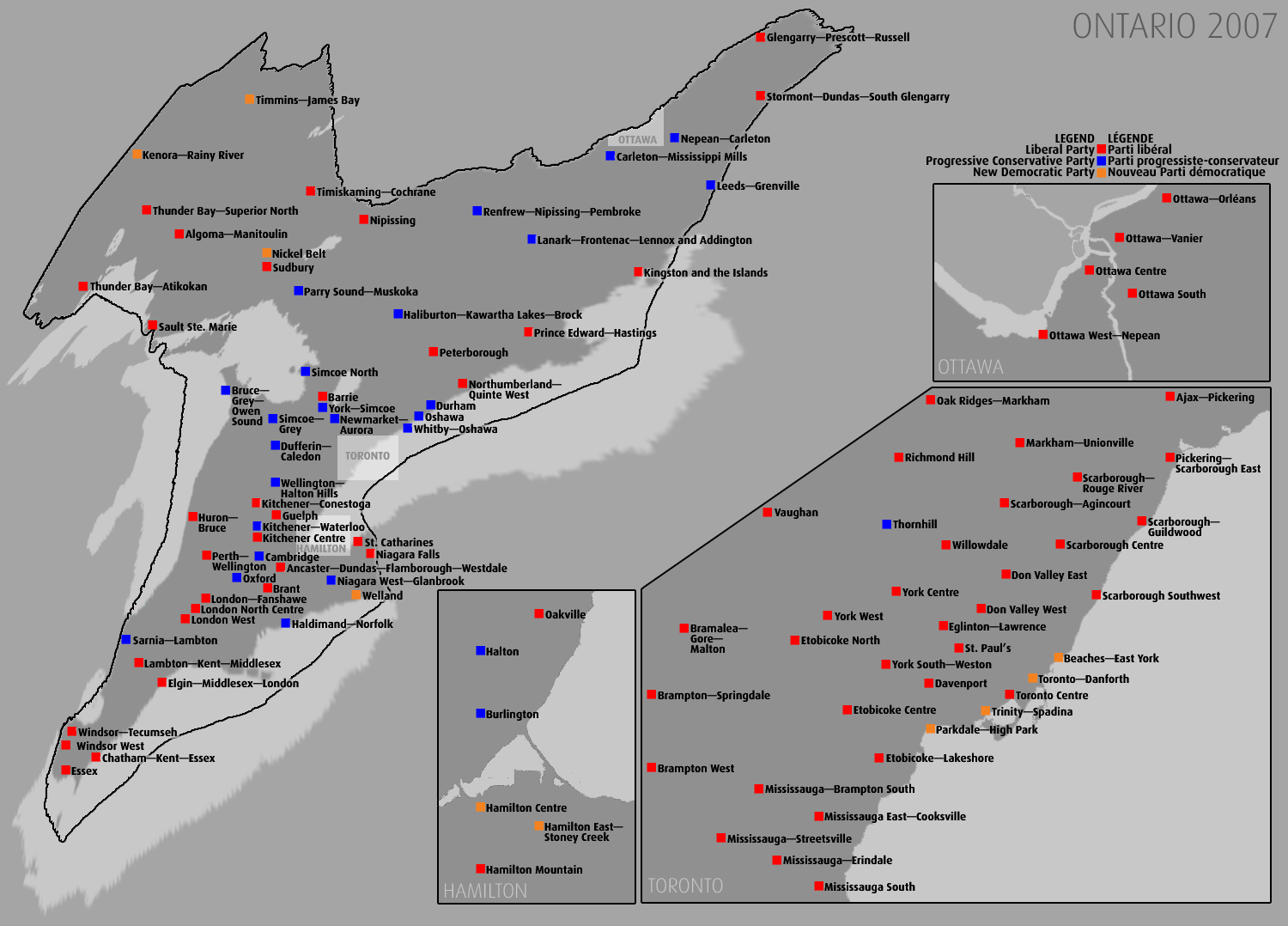
Cartographie des résultats par circonscription

## Résultats
| Parti libéral | Parti progressiste-conservateur | Nouveau Parti démocratique |
| 71 sièges     | 26 sièges                       | 10 sièges                  |
| ^             |                                 |                            |
| majorité      |                                 |                            |

### Résultats par parti politique
| Parti | Parti                            | Chef                             | Candidats | Sièges | Sièges | Sièges | Sièges | Voix      | Voix    | Voix  |
| Parti | Parti                            | Chef                             | Candidats | 2003   | diss.  | Élus   | +/-    | Nb        | %       | +/-   |
| ----- | -------------------------------- | -------------------------------- | --------- | ------ | ------ | ------ | ------ | --------- | ------- | ----- |
|       | Libéral                          | Dalton McGuinty                  | 107       | 72     | 67     | 71     | -1     | 1 869 163 | 42,25 % | -4,22 |
|       | Progressiste-conservateur        | John Tory                        | 107       | 24     | 25     | 26     | +2     | 1 398 616 | 31,62 % | -3,05 |
|       | NPD                              | Howard Hampton                   | 107       | 7      | 10     | 10     | +3     | 741 675   | 16,77 % | +2,08 |
|       | Vert                             | Frank de Jong                    | 107       | -      | -      | -      | -      | 354 897   | 8,02 %  | +5,20 |
|       | Coalition des familles           | Giuseppe Gori                    | 83        | -      | -      | -      | -      | 35 763    | 0,81 %  | +0,01 |
|       | Libertarien                      | Sam Apelbaum                     | 25        | -      | -      | -      | -      | 9 249     | 0,21 %  | +0,17 |
|       | Indépendants et sans affiliation | Indépendants et sans affiliation | 32        | -      | -      | -      | -      | 8 355     | 0,19 %  | -0,11 |
|       | Freedom                          | Paul McKeever                    | 15        | -      | -      | -      | -      | 3 003     | 0,07 %  | -0,13 |
|       | Communiste                       | Elizabeth Rowley                 | 8         | -      | -      | -      | -      | 1 603     | 0,04 %  | -0,01 |
|       | Besoins spéciaux                 | Danish Ahmed                     | 2         | -      | -      | -      | -      | 502       | 0,01 %  | -     |
|       | Confederation of Regions         | Eileen Butson                    | 2         | -      | -      | -      | -      | 446       | 0,01 %  | -     |
|       | Réformiste                       | Brad Harness                     | 2         | -      | -      | -      | -      | 354       | 0,01 %  | -     |
|       | Républicain                      | Trueman Tuck                     | 2         | -      | -      | -      | -      | 272       | 0,01 %  | -     |
|       | Vacant                           | Vacant                           | Vacant    | Vacant | 1      |        |        |           |         |       |
| Total | Total                            | Total                            |           | 103    | 103    | 107    |        | 4 423 828 | 100 %   |       |

## Sondages
Depuis l'élection générale de 2003, plusieurs sondages ont été effectués afin de déterminer la tendance dans les intentions de vote des électeurs. Ils montrent un déclin important dans les appuis au Parti libéral à la suite du budget de 2004. En général, les libéraux se trouvent en dessous de leurs résultats de l'élection de 2003, le Nouveau Parti démocratique a fait des gains importants et le Parti progressiste-conservateur est resté relativement au même niveau qu'en 2003.
| Dernier jour du sondage | Lib  | P.-C. | NPD  | Vert | Autres | Sondeur | Échantillon | ME    | Source |
| ----------------------- | ---- | ----- | ---- | ---- | ------ | ------- | ----------- | ----- | ------ |
| Dernier jour du sondage |      |       |      |      |        | Sondeur | Échantillon | ME    | Source |
| 12 octobre 2006         | 42,4 | 36,2  | 19,6 | NC   | 1,8    | Ekos    | 584         | ± 4,1 | PDF    |
| 23 juillet 2006         | 39   | 35    | 20   | NC   | 7      | Léger   | 1 003       | ± 3,1 | PDF    |
| 11 décembre 2005        | 39   | 38    | 17   | NC   | 7      | Léger   | 1 000       | ± 3,1 | PDF    |
| 17 janvier 2005         | 37   | 35    | 18   | 9    | 1      | Ipsos   | 758         | ± 3,6 | PDF    |

## Circonscriptions
Depuis 1996, les noms et les limites des circonscriptions électorales provinciales en Ontario se conformaient aux circonscriptions fédérales. Les circonscriptions devaient être rajustées chaque fois qu'un rajustement se faisait au niveau fédéral. En 2005, l'Assemblée législative a adopté la Loi de 2005 sur la représentation électorale, en vertu de laquelle les circonscriptions provinciales ne seront plus identiques aux circonscription fédérales. Pour cette élection, l'Ontario est divisée en 107 circonscriptions (contre 106 au niveau fédéral).
En pratique, la grande majorité des circonscriptions resteront tout de même identiques aux circonscriptions fédérales. Elles conserveront les mêmes noms à moins que les limites soient changées.

## Source
- (en) Cet article est partiellement ou en totalité issu de l’article de Wikipédia en anglais intitulé « Ontario general election, 2007 » (voir la liste des auteurs).